# Sinuessa

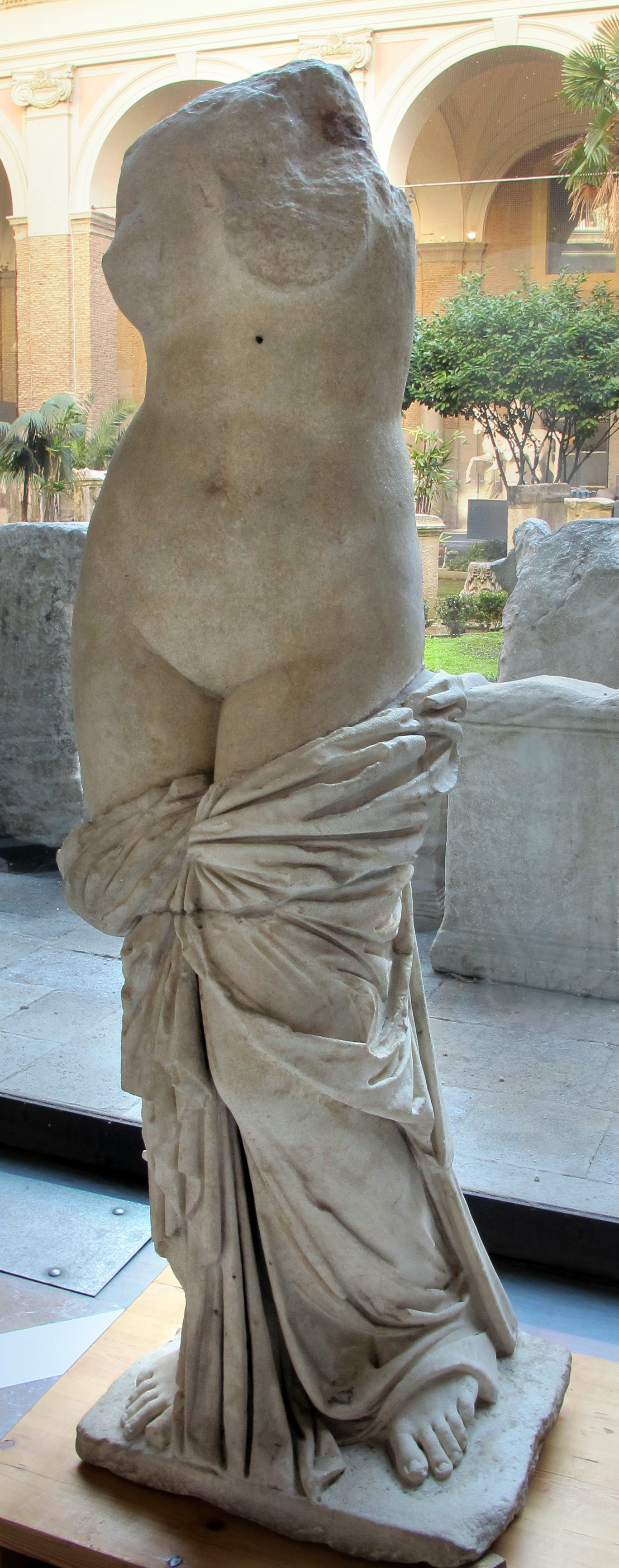
La Vénus de Sinuessa.

Sinuessa est une colonie romaine d'Italie, fondée dans l’ancien Latium et située sur la mer Tyrrhénienne, à environ 10 km au nord de l’embouchure du Volturno. Elle est la dernière ville sur la partie de la Via Appia qui longe la côte. Les ruines de Sinuessa se trouvent dans l’actuelle municipalité de Mondragone, en Campanie.
Le nom de Sinuessa viendrait selon Strabon de sa situation sur un large golfe (en latin : sinus), de nos jours le golfe de Gaète.

## Histoire

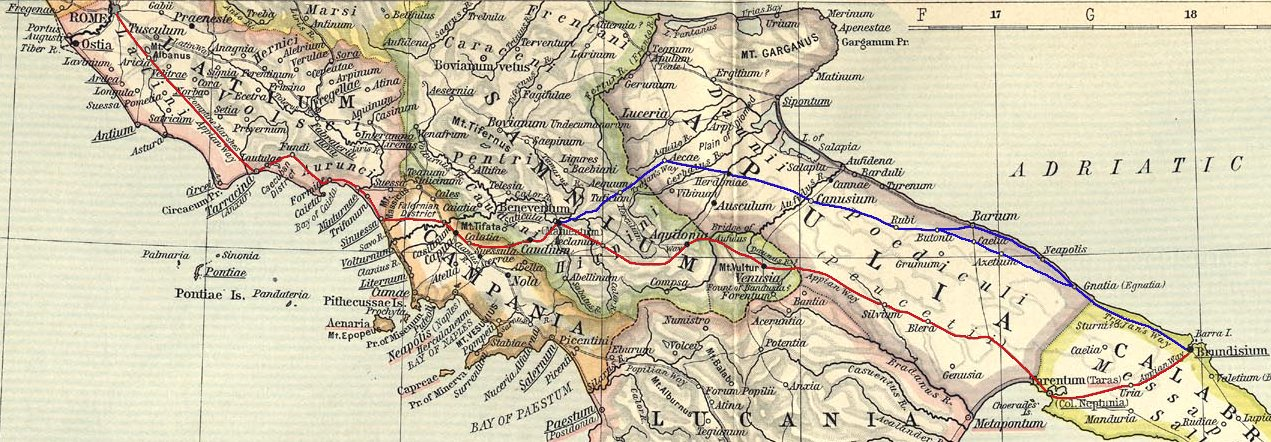
Sinuessa, sur le golfe de Gaète (cliquer sur l'image, puis sur le lien « image de plus haute résolution »)

Les premières implantations humaines (constatées lors des dernières fouilles réalisées sur le site), datent de l'ère quaternaire et les premiers habitants de la région, après la période néolithique, furent les Aurunces, peuple italique d’origine indo-européenne, dont on situe l’installation vers le début du Ier millénaire av. J.-C. Ils vivaient dans des villages dispersés sur le territoire, sans fortifications et étaient donc une proie facile des Romains, qui les envahirent en 296 av. J.-C. et fondèrent la colonie de Sinuessa. Certains auteurs mentionnent également la présence antérieure en ce lieu d’une cité grecque nommée « Sinope », mais on accorde peu de crédit à cette indication. Si cette cité a jamais existé, elle a entièrement disparu, et le site faisait partie du territoire de la cité ausone de Vescia quand les Romains décidèrent d’implanter les deux colonies de Minturnae et Sinuessa sur la mer Tyrrhénienne. Le but de cette colonisation était de protéger cette région fertile des attaques des montagnards samnites, qui l’avaient envahie à plusieurs reprises. Pour cette raison, le peuple de Rome fut réticent au début à venir s’installer dans ces colonies, néanmoins bâties l’année suivante, en -296. 
Sinuessa semble être rapidement devenue une place importante ; mais elle pâtit de la deuxième guerre punique : son territoire est ravagé en -217 par la cavalerie d’Hannibal, jusqu'aux portes de la ville. Lorsque l’armée d’Hasdrubal Barca menace de pénétrer en Italie en -208, Rome impose des levées de troupes supplémentaires. Sinuessa, Minturnae et d’autres colonies maritimes tentent de faire valoir leurs dispenses en cas de levée des troupes terrestres, dispenses compensant leur contribution navale ; mais cela leur est refusé, une armée ennemie stationnant en Italie. Plus tard en -191 pendant les préparatifs de l’expédition contre Antiochos III, Sinuessa et d’autres colonies réclament cette fois une dispense pour le service maritime, mais sans succès. 
La fertilité du sol, la proximité de la mer contribuent certainement à la prospérité de Sinuessa et font que, en peu de temps, la colonie se peuple, attirant plusieurs citadins ; dans la zone de la plaine, la ville arrive à contenir 9 000 habitants. Cicéron en fait fréquemment mention ; Jules César y fait halte dans sa marche de Rome à Brundisium en -49. Elle est aussi mentionnée par Horace dans son voyage vers Brundusium comme le lieu de rencontre avec ses amis Varius et Virgile.
À partir du IIe siècle av. J.-C. commence à se répandre la culture de la vigne, avec la production du falerne, un vin décrit dans plusieurs œuvres du poète Virgile dont « Nectar des Dieux » et la ville peut jouir d'une grande renommée. En outre, la proximité de la via Appia facilite le commerce et le tourisme. De nombreux citoyens romains, politiciens, riches marchands, hommes d'affaires, s'y font construire une villa et maison de vacances, comme le poète Sextus Turpilius (mort à Sinuessa en 104 av. J.-C.), Cicéron (orateur et homme politique romain écrivain, mort en 43 av. J.-C.), Gaius Ofonius Tigellinus (préfet) ; bref, Sinuessa est devenue une destination touristique très populaire, même pour les propriétés hautement curatives de ses thermes.  
Au Ier siècle apr. J.-C., la ville atteint sa plus haute splendeur à l'occasion de l'inauguration d'un autre important carrefour, la via Domitiana. Cette prospérité commence à décliner en raison d'une crise de l'agriculture. 
En 375 Sinuessa subit des dégâts à la suite d'un tremblement de terre catastrophique. Les habitants commencent alors à se réfugier sur les pentes du mont Petrino pour échapper aux invasions répétées des barbares.
La date exacte de l'abandon ou de la destruction de Sinuessa est inconnue.

## Aquae Sinuessanae
Les sources thermales se trouvant à proximité de Sinuessa sont appelées Aquae Sinuessanae (eaux de Sinuessa) ; Pline l’Ancien affirme qu'elles étaient réputées pour le traitement de la stérilité féminine et l'aliénation mentale masculine. Elles sont mentionnées par Tite-Live à l'époque de la deuxième guerre punique ; et, quoique leur renommée soit ensuite éclipsée par celle de Baïes et d’autres stations thermales à la mode, elles demeurent fréquentées sous l'Empire, entre autres par l’empereur Claude C’est en ces lieux que Tigellin est contraint de mettre fin à ses jours en l'an 69. 
Certains auteurs vantaient la douceur du climat de Sinuessa comme contribution bénéfique à l’effet des eaux. Silius Italicus la qualifiait de Sinuessa tepens (Sinuessa la tiède) et  Martial de mollis Sinuessa (Sinuessa la douce) Le site conserve des vestiges de constructions romaines.

## Ruines
Les ruines de Sinuessa sont encore visibles sur la côte, juste en dessous de la colline de Mondragone, qui constitue la dernière extrémité de la longue crête du Monte Massico (it). Les plus importantes sont celles d'un aqueduc, et d'un édifice qui semble avoir été un arc de triomphe, mais toute la plaine est recouverte de fragments de bâtiments anciens.

## Source de traduction
- (en) Cet article est partiellement ou en totalité issu de l’article de Wikipédia en anglais intitulé « Sinuessa » (voir la liste des auteurs) dans sa version du 26 mai 2011.